# Steinbrunn-le-Bas
Steinbrunn-le-Bas (deutsch Niedersteinbrunn) ist eine französische Gemeinde mit 850 Einwohnern (Stand 1. Januar 2022) im Département Haut-Rhin in der Region Grand Est (bis 2015 Elsass).

## Geografie
Die Gemeinde Steinbrunn-le-Bas liegt im Sundgau, etwa zehn Kilometer südlich von Mülhausen.
Nachbargemeinden von Steinbrunn-le-Bas sind Bruebach im Norden, Landser und Schlierbach im Osten, Kœtzingue im Südosten, Rantzwiller im Süden, Steinbrunn-le-Haut im Südwesten sowie Flaxlanden im Nordwesten.

## Geschichte
Siedlungsspuren lassen sich im Gemeindegebiet bis in die Jungsteinzeit verfolgen. Auf dem 336 Meter über dem Meer liegenden Grossbock fand man Reste einer römischen Villa aus dem Zeitraum zwischen dem 8. und 10. Jahrhundert.
Niedersteinbrunn wurde erstmals im 9. Jahrhundert erwähnt. Wie auch die umliegenden Orte gehörte das Dorf zur Herrschaft von Landser, die vom 12. bis zum 14. Jahrhundert dem Adelsgeschlecht von Steinbrunn unterstellt war. Nach dem Aussterben der Familie fiel Niedersteinbrunn zunächst an die Herren von Häsingen, später an die Truchsesse von Wolhausen und schließlich nach 1694 an die Familie Reinach von Obersteinbrunn.
Im Gemeindegebiet wurden bis in das 19. Jahrhundert zwei Mühlen betrieben: südlich des Ortskerns die Schleiffmühle, östlich die Kaegymühle.

## Bevölkerungsentwicklung
| Jahr      | 1962 | 1968 | 1975 | 1982 | 1990 | 1999 | 2006 | 2017 |
| Einwohner | 509  | 517  | 535  | 572  | 618  | 645  | 643  | 757  |

## Sehenswürdigkeiten
Die Kirche St. Leodegar (Saint-Léger) war ursprünglich eine von zwei Kirchen im Dorf. Die beiden Pfarreien wurden nach 1545 vereinigt, die Kirchengebäude bestanden aber weiter. Die Laurentiuskirche wurde 1756 wegen Baufälligkeit gesperrt und später abgerissen, die Kirche St. Leodegar wurde 1773 erneuert und vergrößert. Sie beherbergt eine Pietà in einer Wandnische aus dem Jahr 1520 sowie die Statuen der Heiligen Blasius und Nikolaus. Der gekreuzigte Christus über der Tür zur Sakristei stammt aus dem Jahr 1630.
|  |  |

Das heutige Bürgermeisteramt (Mairie) ist das ehemalige Pfarrhaus der heute nicht mehr existierenden Laurentiuskirche. Es stammt aus der Mitte des 16. Jahrhunderts. Später aufgesetztes hohes barockes Walmdach, Eckquader, Fenster später verändert.
Kapelle Ste.- Apolline (hlg. Apollonia): Nahe der Taufsteinbrunnen-Quelle und dem abgegangenen, 1534 erwähnten Ort Klein-Kolmar. Fundort römischer Münzen. Die Kapelle wird 1753 erstmals urkundlich erwähnt und soll im Gedenken an die am Apolloniatag 1633 massakrierten Bauern errichtet worden sein.   
Wohnbauten: Haus Nr. 11, Rue des Orphélins  mit verzierten Eckständern und Inschrift auf der giebelseitigen Schwelle, datiert 1706. Einst das Haus eines Ratsschreibers.- Haus Nr. 11 an der Rue des Orphélins von 1687, ein Fachwerkbau mit gemauertem Erdgeschoss.  An der giebelseitigen Schwelle eine Inschrift. Ehemals  das Haus eines Weinhändlers, das steinerne Erdgeschoss diente als Weinkeller.  
Mehrere Fachwerkhäuser mit gemauerten Erdgeschossen. Haus Nr. 2 in  der rue Principale ein steinernes spätgotisches Haus mit Eckquadern, alle Fenster außer die im Giebelfeld später verändert.
An der rue du Manoir ein stattliches barockes Herrenhaus, 1695 erbaut an der Stelle eines Wasserschlosses
Schulhaus von 1843, ein schlichter spätklassizistischer Walmdachbau der Louis-Philippe-Zeit mit einfachem Bauschmuck an der Eingangsfassade: konsolengestützte Gesimse über den Eingängen und zwei Rundbogennischen. Die Brüstungszone über dem Erdgeschoss durch zwei Gesimsbänder begrenzt.    